# Welcome to the Real World (álbum de Mr. Mister)
Welcome to the Real World es el segundo álbum de estudio de la banda estadounidense de pop rock Mr. Mister. En 1986 se situó en el 1º lugar de la lista de álbumes de Estados Unidos.
Dos de los sencillos extraídos del disco son "Broken Wings" y "Kyrie", ambos llegaron al primer puesto del Billboard Hot 100. Otro sencillo del álbum, "Is It Love", fue otro top 10 de la banda, alcanzando el puesto 8 en la lista Billboard.
Una edición remasterizada celebrando el aniversario número 25 del álbum, fue lanzada como Digipak el 20 de abril de 2010.

## Recepción y crítica
La revisión retrospectiva de Allmusic fue simplemente: "Aquí están los grandes éxitos del pop 'Broken Wings", "Kyrie" y "Is It Love" de esta banda creada por músicos y compositores".

## Lista de canciones
| Título                    | Duración |
| ------------------------- | -------- |
| Black/White               | 4:18     |
| Uniform Of Youth          | 4:25     |
| Don't Slow Down           | 4:29     |
| Run To Her                | 3:36     |
| My Own Hands              | 5:12     |
| Is It Love                | 3:32     |
| Kyrie                     | 4:25     |
| Broken Wings              | 5:45     |
| Tangent Tears             | 3:19     |
| Welcome To The Real World | 4:18     |

### LP y Casete
Lado uno
1. "Black/White" – 4:18
2. "Uniform of Youth" – 4:25
3. "Don't Slow Down" – 4:29
4. "Run to Her" – 3:36
5. "Into My Own Hands" – 5:12

Lado dos
1. "Is It Love" – 3:32
2. "Kyrie" – 4:25
3. "Broken Wings" – 5:45
4. "Tangent Tears" – 3:19
5. "Welcome to the Real World" – 4:18

## Listas de popularidad
| Lista (1985-1986)        | Máxima posición |
| ------------------------ | --------------- |
| Austrian Albums Chart    | 12              |
| Canadian Albums Chart    | 2               |
| German Albums Chart      | 8               |
| Italian Albums Chart     | 16              |
| New Zealand Albums Chart | 21              |
| Norwegian Albums Chart   | 2               |
| Swedish Albums Chart     | 13              |
| Swiss Music Charts       | 10              |
| UK Albums Chart          | 6               |
| US Billboard 200         | 1               |

## Producción
- Producido por Mr. Mister y Paul De Villiers
- Grabado y Arreglado por Paul De Villiers y Lois Oki
- Mezclado por Mick Guzauski y Mike Shipley
- Mezcladores adicionales: T'Chad Blake, Judy Clapp, Carolyn Collins, Eddie Delena, Dave Egerton, Stuart Furusho, Heidi Hanscher, Coke Johnson, Stan Katayama, Daren Klein, Steve MacMillan, Richard Mekernan, Sebastian Thorer